# Luxure
Pour les articles homonymes, voir Luxure (film, 1976).
 (avril 2014).

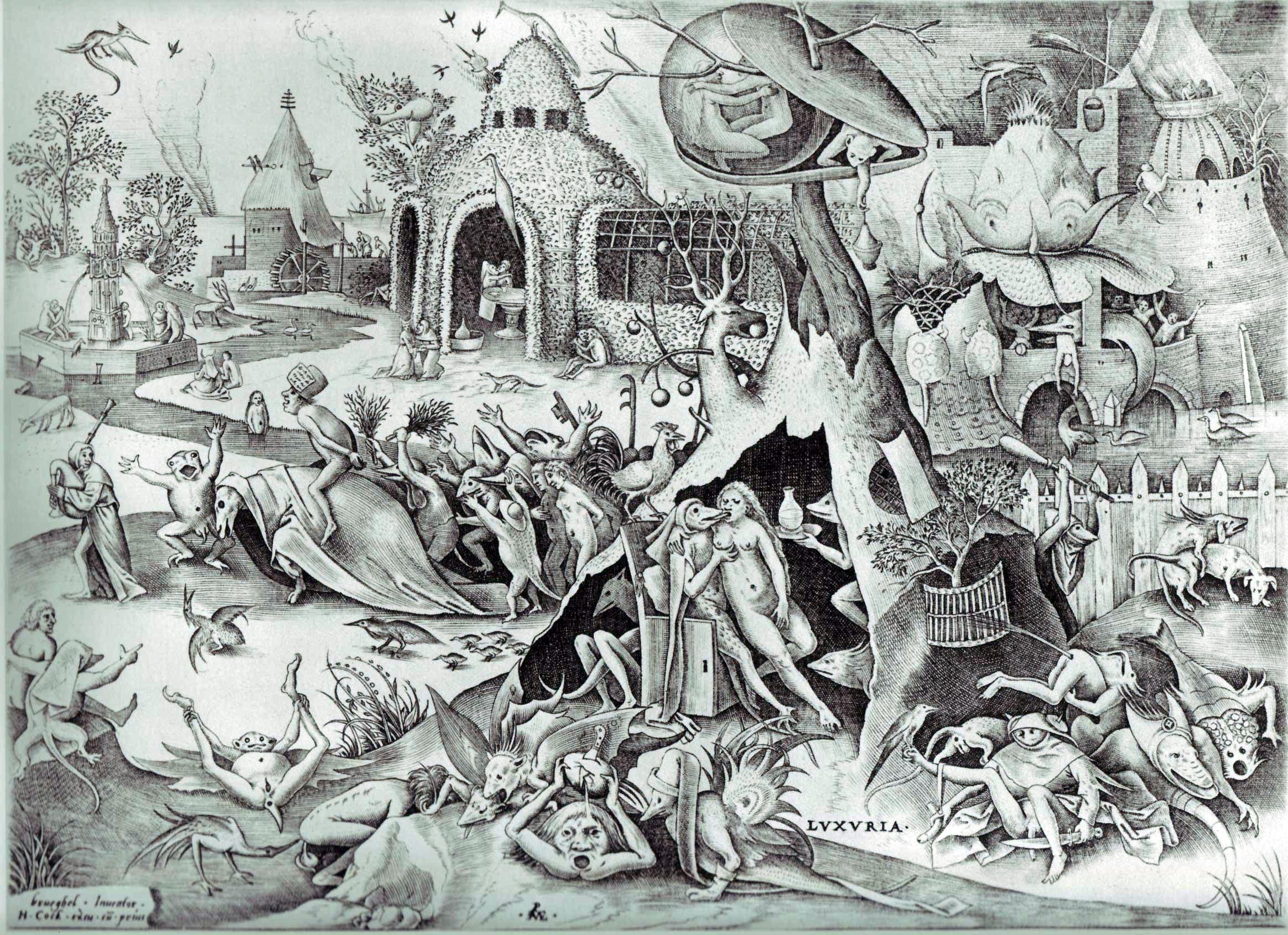
La luxure représentée par Pieter Bruegel.

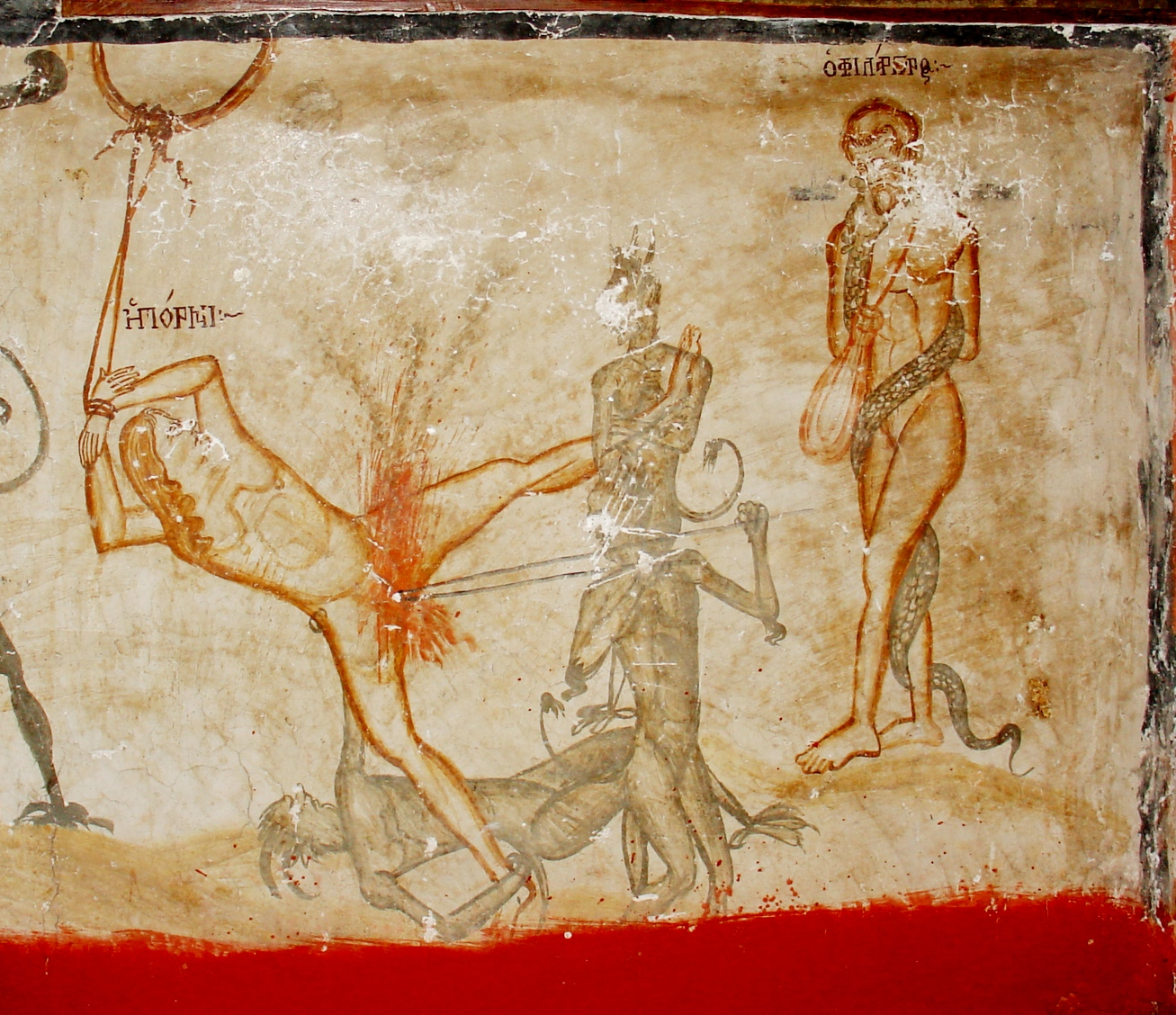
Sur cette fresque de 1727 de David Selinitsiotis, des démons cautérisent le sexe d'une prostituée (I porni, en graphie grecque) qui a vécu dans la luxure, tandis que l'avare (O philargyros) est étouffé par un serpent (église Saint-Jean Baptiste de Kastoria, Grèce).

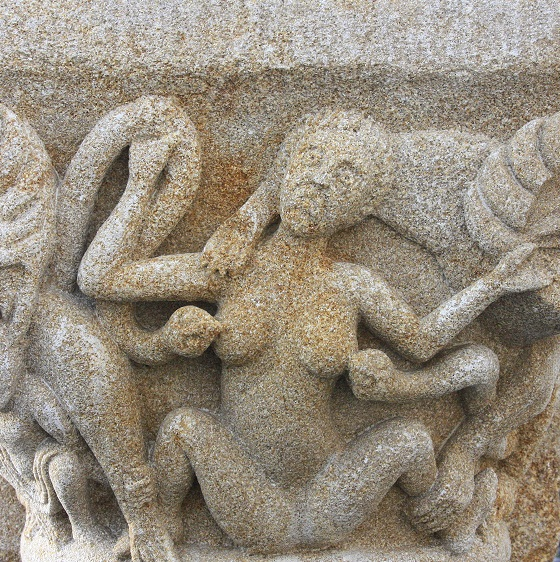
La Luxure sur un chapiteau roman est représentée par la femme aux seins mordus par des serpents.

La luxure (du mot latin luxuria, « exubérance, excès », lui-même dérivé de luxus « excès, débauche » ou « ce qui rompt la mesure », également au sens moral) est un penchant considéré comme immodéré pour la pratique des plaisirs sexuels ou pour une sexualité incontrôlée et sans vocation procréative. Le mot apparaît au XIIe siècle sur le Bestiaire de Philippe de Thaon, œuvre anglo-normande rédigée entre 1121  et 1134. Son rapport à l'excès indiquerait la dépravation dans tous ses sens, la dépravation des mœurs en l'occurrence ainsi que des rapports sociaux et de l'image Dieu (la spiritualité) influant sur les choix quel qu'il soit: ref. les évangiles[pas clair] (ce que vous lierai dans les cieux sera lié sur la terre et inversement); ce qui indiquerait un penchant pour le luxe délaissant les principes spirituels aux dépens du bien-être physique.

## Formes religieuses

### Judaïsme
Dans le judaïsme, la notion de luxure, qui se rapprocherait des notions talmudiques de « Taavat Hamin » (littéralement : « désir de l'espèce ») ou encore du « Znout » : « la débauche » dans sa forme générique, se rattache aux relations sexuelles prohibées par la Bible (principalement: les relations incestueuses, adultérines, homosexuelles et zoophiles, une entorse faite à la niddah), mais également à des comportements sexuels jugés immoraux, tels que l'onanisme ou les pensées lascives.
De là, cette notion est passée, en évoluant, dans les civilisations judéo-chrétienne et islamique.

### Christianisme
Pour les chrétiens, c'est l'un des sept péchés capitaux. La théologie matrimoniale de saint Paul expose que l’idéal sexuel de la chrétienté demeure la continence. Le premier exposé systématique du péché originel est proposé au IVe siècle par Saint Augustin, ce caractère fondamentalement pécheur étant transmis à travers l'acte sexuel, même lors du mariage. Pour Jean Cassien, l'un des pères du monachisme (IVe – Ve siècle), la luxure est à la racine des autres péchés capitaux, « en tête de l'enchaînement causal » qui les relie les uns aux autres, pour reprendre l'expression de Michel Foucault, (tandis que pour Grégoire le Grand, pape de 590 à 604 et Père de l'Église, c'est l'orgueil qui entraîne tous les autres péchés). Au Moyen Âge, à partir de la réforme grégorienne, la luxure fut considérée comme le péché le plus scandaleux et répréhensible chez les ecclésiastiques, symbolisant, chez eux, la trahison de leur mission auprès des fidèles et, plus généralement, la désobéissance à Dieu. L'historien Jean-Louis Flandrin, en dépouillant des pénitentiels, a établi le calendrier auquel devait se soumettre le couple marié pour l'union charnelle : au Moyen Âge, un ménage pieux ne peut accomplir l'acte sexuel que 91 jours par an, les jours d’impureté de la femme (grossesse, post-partum, règles), les trois carêmes (Noël, Pâques, Pentecôte) et les jours d’abstinence, jeûne et prière sont en effet impropres à l'union sexuelle. Les pénitentiels prévoient les sanctions pour les couples n'appliquant pas ces prescriptions mais le christianisme vécu est différent du christianisme pratiqué, les couples n'appliquant pas systématiquement ces recommandations.
Dans l'Église catholique médiévale, la luxure des clercs est le plus souvent qualifiée d'incontinencia carnis, « incontinence de la chair ». Dans les procès menés par la papauté contre les prélats (archevêques, évêques et abbés) au XIIIe et dans la première moitié du XIVe siècle - l'époque où est à son apogée la théocratie pontificale, l'accusation d'« incontinence de la chair » est par exemple la deuxième plus fréquente (derrière celle de « dilapidation » des biens ecclésiastiques et avant celle de simonie).
Le théologien Thomas Gousset propose ainsi en 1848 une typologie des péchés de luxure ou péchés d'impureté consommée :
1. la fornication simple (relation sexuelle entre deux personnes de sexes opposées, consentantes et libres de tous liens de mariage, vœux religieux, ou promesse de célibat),
2. le stupre (défloration d'une vierge consentante),
3. le rapt (enlèvement d'une personne non consentante pour des fins d'ordre sexuel),
4. l'inceste (relation sexuelle entre personnes liées par des liens de consanguinité ou d'affinité à des degrés interdits par l'Église),
5. le sacrilège (situation où, soit des choses, soit des lieux sacrés, soient des personnes consacrées sont violentées pour des raisons d'ordre sexuel),
6. l'adultère (relation sexuelle d'un homme célibataire avec une femme mariée — adultère premier —, d'une femme célibataire avec un homme marié — adultère second —, d'un homme marié avec une femme mariée — adultère tierce),
7. la sodomie, selon deux modalités : la sodomie parfaite, pour une relation entre deux personnes de même sexe, et la sodomie imparfaite, pour le coït de deux personnes de sexes opposés dans une partie du corps autre que le sexe féminin (vas indebitus, « vase indu »),
8. la bestialité (actes de zoophilie, relation sexuelle d'un être humain et d'un animal, considérée comme le pire des péchés de luxure),
9. la masturbation (plaisir sexuel recherché pour une fin égoïste, sans une unique et ultime fin de procréation).

Dans la vision religieuse, la luxure implique forcément la cécité spirituelle, la précipitation, l'attachement au présent, l'horreur ou désespoir de l'avenir.
La religion chrétienne au Moyen Âge considère la luxure comme le troisième péché capital le plus grave après l'orgueil et l'avarice, alors qu'elle était clairement considérée comme positive durant l'antiquité. Les représentations iconographiques les plus courantes de la luxure à cette époque sont la sirène et la femme nue aux seins et au sexe mordus par des serpents et des crapauds,.
Dante évoque la luxure dans ses cercles infernaux. Dans sa représentation, il place les luxurieux au deuxième cercle de l'Enfer. Il les décrit comme tourmentés par la bourrasque infernale : « Et je compris qu'un tel tourment était le sort des pécheurs charnels, qui soumettent la raison aux appétits ».

### Polythéisme
Les religions polythéistes ne concevaient pas le « vice luxurieux ». Au contraire, certaines religions jadis très répandues pratiquaient parfois des actes luxurieux dans le cadre de leurs rituels, comme les Bacchanales, dont les excès amenèrent le Sénat romain à les interdire à Rome en 186 av. J.-C.. On trouve aussi des célébrations dionysiaques qui pratiquaient collectivement ce genre d'excès, sous l'emprise de drogues et d'alcool (Temple de Dionysos à Baalbeck), et aussi des prostitutions sacrées. Voir Mont Éryx en Sicile, par exemple.
Dans la mythologie, il y eut des dieux de la Luxure dans bien des cultures :
- Ishtar à Babylone ;
- Aphrodite en Grèce ;
- Anoukis en Égypte (période ptolémaïque) ;
- Vénus à Rome ;
- Tlazolteotl pour les Mexicas ;
- Freyja pour les Nordiques ;
- Kâma pour l'hindouisme. Dans ce cas, c'est un dieu et de son nom provient le Kâmasûtra.

Certaines de ces figures étaient aussi considérées comme étant des dieux de l'Amour.

## Socialement et moralement

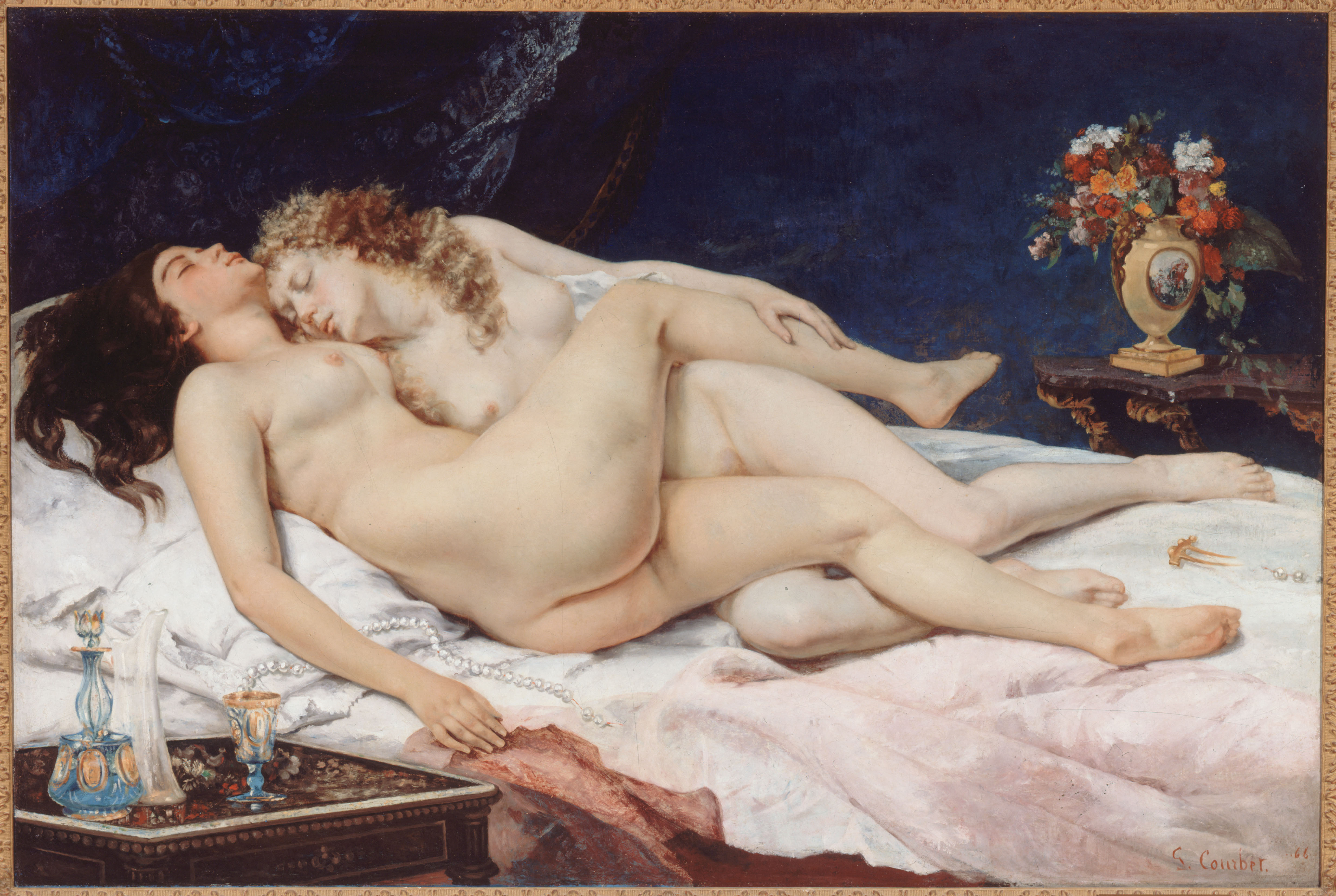
Paresse et Luxure de Gustave Courbet (1866).

Faire de la recherche du plaisir sexuel un but à part entière n'est pas systématiquement perçu d'un mauvais œil.
L'hédonisme et le Kâmasûtra peuvent illustrer ce propos.
De nos jours, en Occident, les aventures sexuelles prémaritales multiples sont courantes, tout comme le concubinage.[réf. nécessaire]
On peut citer aussi certaines pratiques sexuelles, marginales, comme l'échangisme, la sexualité de groupe, le voyeurisme ou l'exhibitionnisme.
Il est difficile de mesurer les effets sociologiques d'une banalisation des pratiques sexuelles car les sondages et témoignages recueillis, se heurtant à l'intimité, reposent sur des faits invérifiables, amplifiables ou dissimulables selon l'image que le témoin veut donner de lui (envers les autres et parfois envers lui-même, jusque dans l'anonymat).
La pornographie entre pleinement dans le champ de la luxure lorsqu'elle pousse à l'extrême et à l'excès ses représentations, notamment lorsqu'elle fait preuve de violence. Elle est parfois accusée d'incitation au viol, de déformer le sens des réalités de ses consommateurs, d'imposer un imaginaire normatif et réducteur de la sexualité et de banaliser les comportements sexuels marginaux. Certaines études montrent, avec le soutien de psychiatres, que la dépendance à la pornographie jouait un rôle indéniable dans le passage à l'acte de nombreux délinquants sexuels. Toutefois, la communauté scientifique ne parvient pas à démontrer de corrélation entre l'exposition à la pornographie et le nombre de cas d'agression sexuelles, malgré un nombre important de tentatives de la part d'associations ouvertement puritaines[réf. nécessaire].
De fortes critiques portent sur les valeurs mêmes véhiculées par la pornographie qui réduirait les femmes à n’être que des « objets » et ramènerait les relations amoureuses à de simples rapports sexuels. Dans ce dernier cas, ceci affecte le rapport amoureux de l'homme et donc remet en question son bonheur, d'où le problème de la luxure, indépendamment de toute considération religieuse[pertinence contestée].
En matière d'éducation des enfants, les effets du visionnage d’images pornographiques sont très appréhendés.

## En philosophie
La luxure est une problématique fortement liée à la question du rapport amoureux.
À ce sujet Schopenhauer évoque[Où ?] la misère qui peut surgir d'un rapport amoureux. Selon lui ceci explique directement le sentiment de honte et de tristesse qui suit, chez l’espèce humaine, l’acte sexuel. La seule chose qui règne, c’est le désir inextinguible de vivre à tout prix, l’amour aveugle de l’existence, sans représentation d’une quelconque finalité. Il estime ainsi que le génie de l’espèce est un industriel qui ne veut que produire et n’a qu’une pensée, pensée positive et sans poésie, c’est la durée du genre humain. Le thème de l’amour chez Schopenhauer est donc à mettre en rapport avec l’horreur devant la vie : il apparaît d’abord comme un objet d’effroi[réf. nécessaire].

## Artistiquement

### Littérature
La littérature regorge de récits (autobiographiques ou non) dont les protagonistes font face à des expériences sexuelles luxurieuses. Outre les paillardises de certains auteurs (comme Courtilz de Sandras, Mérimée et Catulle de Mendès), Georges Bataille nous décrit une succession de scènes de bordel et rejoint les transgressions de Casanova, Verlaine, Huysmans et Boudard, en ne s'attaquant pas à la respectabilité des actes luxurieux mais à la pulsion de vie et de mort, cette dernière étant la source d'un profond mal-être que la violence et l'absurdité des circonstances amplifient.
Dans l'appendice de 1984, exposant les principes du Novlangue, George Orwell écrit que la vie sexuelle des membres du parti était minutieusement réglée par les deux mots novlangue : crimesex (immoralité sexuelle) et biensex (chasteté). Il fait ainsi référence à la notion de luxure sans en emprunter le terme original.
Le roman décrit, entre autres, une société où les rapports sexuels entre membres du parti sont strictement interdits, la reproduction étant assurée par insémination artificielle ; le parti se montre plus clément à l'égard des membres ayant eu des rapports sexuels avec une prostituée.
Lust dans le canto V de la Divine Comédie de Dante Alighieri. Argument de la chanson qui introduit l'entrée dans le deuxième cercle où les lubriques sont punis. Rencontre avec Minos à l'entrée. C'est le soir du vendredi 8 avril (ou 25 mars) à 13h00. Entrée dans le II Cercle. Donnant et Virgile entrent dans le deuxième cercle, sur le seuil ils trouvent Minos, qui grogne avec un aspect animal : c'est le juge infernal, qui écoute les confessions des âmes damnées et leur indique dans quel cercle elles sont destinées, tordant le très longue queue autour du corps autant de fois que sont les cercles dans lesquels les damnés doivent tomber. Dès que Minos voit que Dante est vivant, il l'apostrophie durement et l'avertit de ne pas faire confiance à Virgile, car sortir de l'enfer n'est pas aussi facile que d'y entrer. Virgil le fait taire en lui rappelant que le voyage de Dante est voulu par Dieu. Après Minos, Dante se retrouve dans un endroit sombre, où il assiste à une "tempête de l'enfer" qui entraîne les damnés et les claque d'un côté du cercle à l'autre. Lorsque ces esprits arrivent devant un gouffre (« la terrible ruine »), ils émettent des cris, des lamentations et des blasphèmes. Dante comprend immédiatement de qui il s'agit: ce sont les lubriques qui volent dans les airs formant un grand groupe semblable à des étourneaux lorsqu'ils volent dans le ciel. Donner observe alors un autre groupe d'âmes, qui volent formant une longue file semblable à une grue en train de voler: il demande des explications à Virgile et le Poète indique les noms de quelques damnés, qui sont tous lubriques et sont morts violemment: parmi eux il y a sont: Semiramis, Didon, Cléopâtre, Elena (épouse de Menelao), Achille, Pâris, Tristano et Paolo et Francesca. Dante est en proie à une angoisse profonde et se perd presque.

### Chanson
On retrouve aussi ce mal-être postcoïtal dans la chanson L'Espace d'une fille de Jacques Dutronc.

### Cinéma
Le film américain THX 1138 est une science-fiction décrivant une société où les rapports sexuels sont interdits, sous peine de prison ou de mort. La religion y est représentée : les prêtres y ont le visage caché, encapuchonné, et les citoyens s'y confessent à des machines aux paroles « bienveillantes ».
On trouve dans le film coréen intitulé Printemps, été, automne, hiver… et printemps (Bom yeoreum gaeul gyeoul geurigo bom) l'évocation de la luxure : « La luxure engendre le désir de posséder, et le désir de posséder, celui de tuer. »
Le film seven évoque le thème de la luxure avec le meurtre d'une prostituée.

## En psychologie
Si le concept de luxure n'y est pas évoqué en tant que tel, de nombreuses problématiques liées au contrôle de soi, de ses pulsions, du désir, font l'objet d'une attention particulière des experts en psychologie.

### Désir et religion
Des recherches ont été réalisées dans les années 1980 au sujet de l'éventuelle influence que pourrait avoir la religion sur la sexualité. Le doute émis sur le sujet a été de savoir si la religion ou si les croyances non permissives en matière de sexe qui s'en inspirent pouvaient engendrer des schèmes de pensée entrant en conflit avec la manifestation du désir, et ainsi avoir des effets négatifs sur celui-ci en le cloisonnant aux frontières de la procréation sous peine de susciter un sentiment de culpabilité.
L'étude initiale a été menée sur 747 patients suivant une thérapie en raison de leur trouble de baisse du désir. Les deux chercheurs à l'origine de cette étude ont suggéré que le « catholicisme » formait partie des facteurs les plus souvent liés à ces troubles, mais après seconde étude des résultats obtenus il s'est avéré que ceux-ci ne présentaient aucune différence significative entre les deux groupes témoins. Une autre étude menée sur un sujet similaire, plus précisément sur l'influence de la religion en bas âge sur le désir sexuel à l'âge adulte, a confirmé que la première n'affectait pas le second.
Malgré ces résultats, certains soutenaient encore l'inverse en partant du postulat de la facilité avec laquelle les hommes peuvent cultiver des tabous, éprouver de la culpabilité et se faire de fausses idées au sujet de la sexualité, à cause de certains dogmes religieux. D'autres encore ont estimé que la religion était l'une des sources des cognitions négatives face à la sexualité que sont les « voix internes ». Ces dernières provoquent un sentiment de culpabilité pendant la concrétisation d'un comportement sexuel et réduisent progressivement le désir sexuel.
Malgré un défaut de consensus sur le point précédent, il y a des questions sur lesquelles les avis des psychologues convergent, notamment sur le fait que des traumatismes et abus sexuels vécus dans l'enfance et l'adolescence peuvent être impliqués dans la baisse de désir. En résumé, toute expérience négative en matière de sexualité provoquerait des attitudes sexuelles négatives et favoriserait un problème de désir,.

### Sexualité déviante ou criminelle
En psychiatrie, le domaine de la sexualité (criminelle et/ou pathologique) n'est pas négligé. Il existe des thérapies visant à aider les patients à diminuer leurs intérêts sexuels déviants, leurs fantaisies envers des objets sexuels inadéquats (comme des enfants) ou des scénarios sexuels inadéquats (dont le viol).
Par exemple, le recours à la restructuration cognitive intervient dans le cas de patients présentant des croyances et des attitudes face aux agressions sexuelles qui pourraient conduire au passage à l’acte. La sexualité peut se construire autour de croyances non pertinentes comme le fait de croire que les femmes apprécient l’expérience du viol, que les enfants ne sont pas marqués par des contacts sexuels, qu’il est normal qu’un homme insiste violemment si une femme rejette une première demande, ou que des rapports sexuels avec les animaux sont sans danger pour le psychisme.
Cette méthode permet le remplacement des distorsions cognitives par des pensées plus appropriées.
L'éducation sexuelle et l'apprentissage des habiletés sociales lorsqu'elles font défaut, permettent aussi de réduire les manifestations de troubles comportementaux d'ordre sexuel.

## Dans la fiction
- Dans le manga Fullmetal Alchemist de Hiromu Arakawa, l'un des sept Homonculus représente la luxure. Son nom est Lust, qui signifie « luxure » en anglais.
- Dans le manga Judge de Yoshiki Tonogai, Asami et Kazu, les deux jeunes au masque de chat, représentent la luxure.
- Dans le jeu vidéo The Binding of Isaac d'Edmund McMillen et Florian Himsl, l'un des sept péchés capitaux personnifiés est « Lust », donc la Luxure. Le personnage est une version recolorée du protagoniste, Isaac, atteint d'un virus (référence aux MST, punition divine de la luxure dans certaines religions).
- Dans le manga Nanatsu no taizai, l'un des sept péchés (Gowther) représente la luxure.